# Okenia barnardi
Okenia barnardi is een slakkensoort uit de familie van de Goniodorididae. De wetenschappelijke naam van de soort is voor het eerst geldig gepubliceerd in 1937 door Baba.